# Tholos

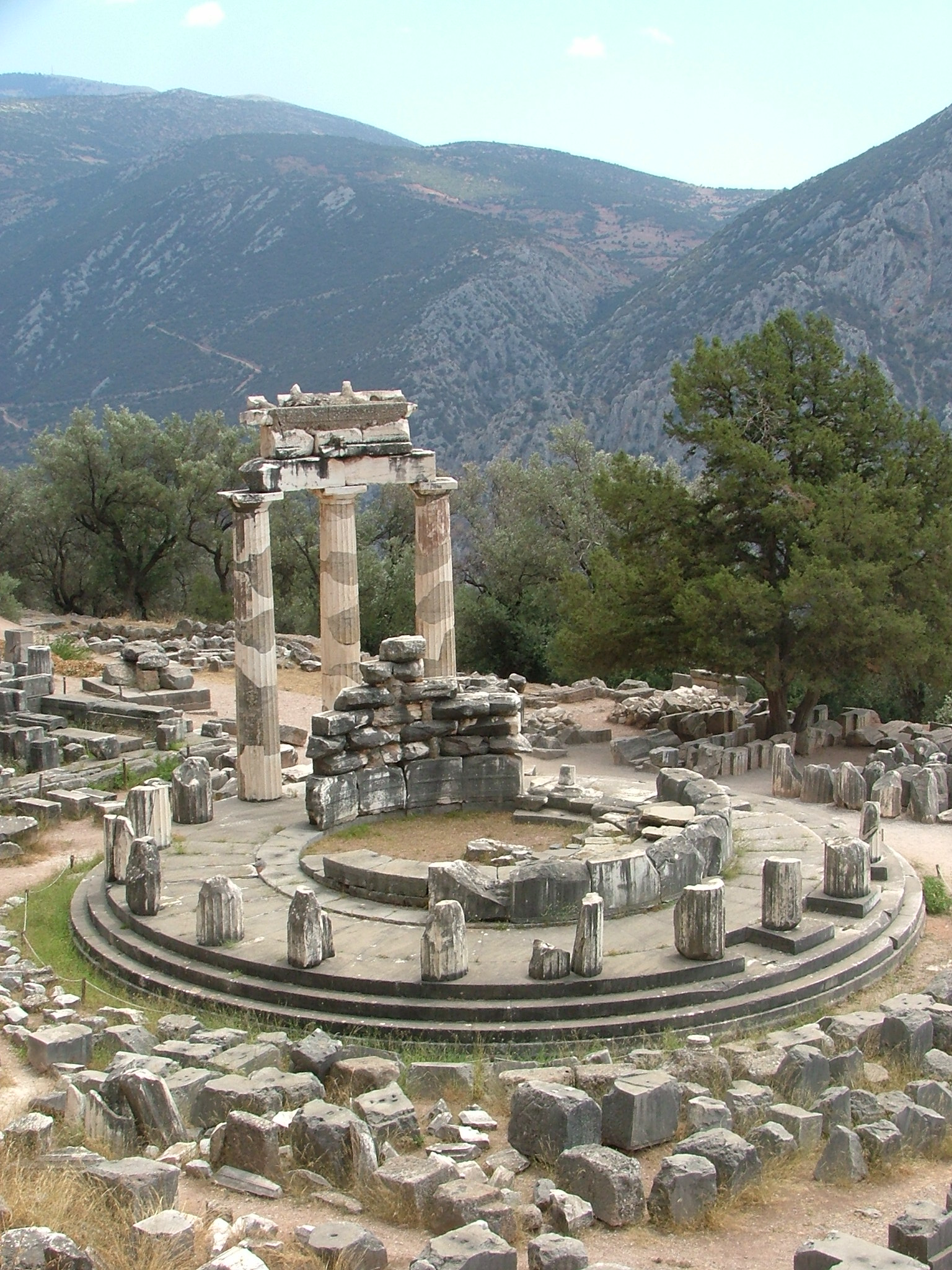
Tholos de Delfos.

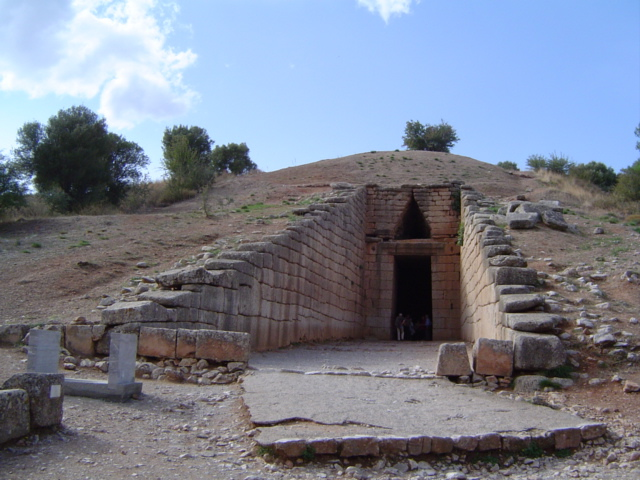
Tholos micénico del Tesoro de Atreo.

Un tholos o tolos (en griego antiguo: θόλος, en plural θόλοι thóloi) es, en la arquitectura de la antigua Grecia, una construcción de forma circular.
Las primeras construcciones de este tipo se remontan al Paleolítico. Igualmente se denomina tholos a ciertas construcciones funerarias de planta circular, como los usados en la cultura micénica. El arquetipo de estas tumbas es el "Tesoro de Atreo".
Finalmente, tholos designa principalmente a un templo de estilo clásico, generalmente griego, de planta circular rodeado de una columnata. El más conocido es el tholos de Delfos.

## Formas antiguas

### Prehistoria
Un tholos puede designar una casa circular neolítica. Los más antiguos restos documentados se encontraron en Khirokitia (Chipre), h. 5800 a. C., con paredes de tapial y cañizo con barro y presentaban cubiertas de tipo cupular.
Estas viviendas se extendieron ampliamente en el Neolítico final también por Creta. En las Cícladas se ha hallado un tipo de construcción en tholos, pero para su utilización como granero. Posteriormente, sobre todo en Chipre y Creta, las cabañas circulares fueron empleadas como tumbas colectivas.
Unas estructuras similares se han hallado en Los Millares, España. Actualmente, puede visitarse.
En Antequera se encuentra el tholos de El Romeral como ejemplo de sepulcro de doble cámara del Calcolítico (3800 a. C.)

### Tholos micénico
La tumba de tholos, tumba de cámara o tumba de cúpula es un tipo de sepultura muy extendida en el mundo micénico (Ver: Micenas, Pilos, Tóricos...). El Tesoro de Atreo, en Micenas es el más importante. 
Estas cámaras o tumbas subterráneas, revestidas de piedras, estaban cubiertas por una falsa cúpula de voladizo, de sección ojival, a la que se accedía a través de un pasillo o corredor. Este sistema no puede mantenerse por mucho tiempo a menos que se cubra con una masa de tierra que haga peso e impida su desplazamiento. Cuando la erosión elimina este aporte adicional de tierra, se produce su colapso. Esto generalmente es lo que termina pasando.

## Tholos clásicos griegos

### Tholos de Atenas

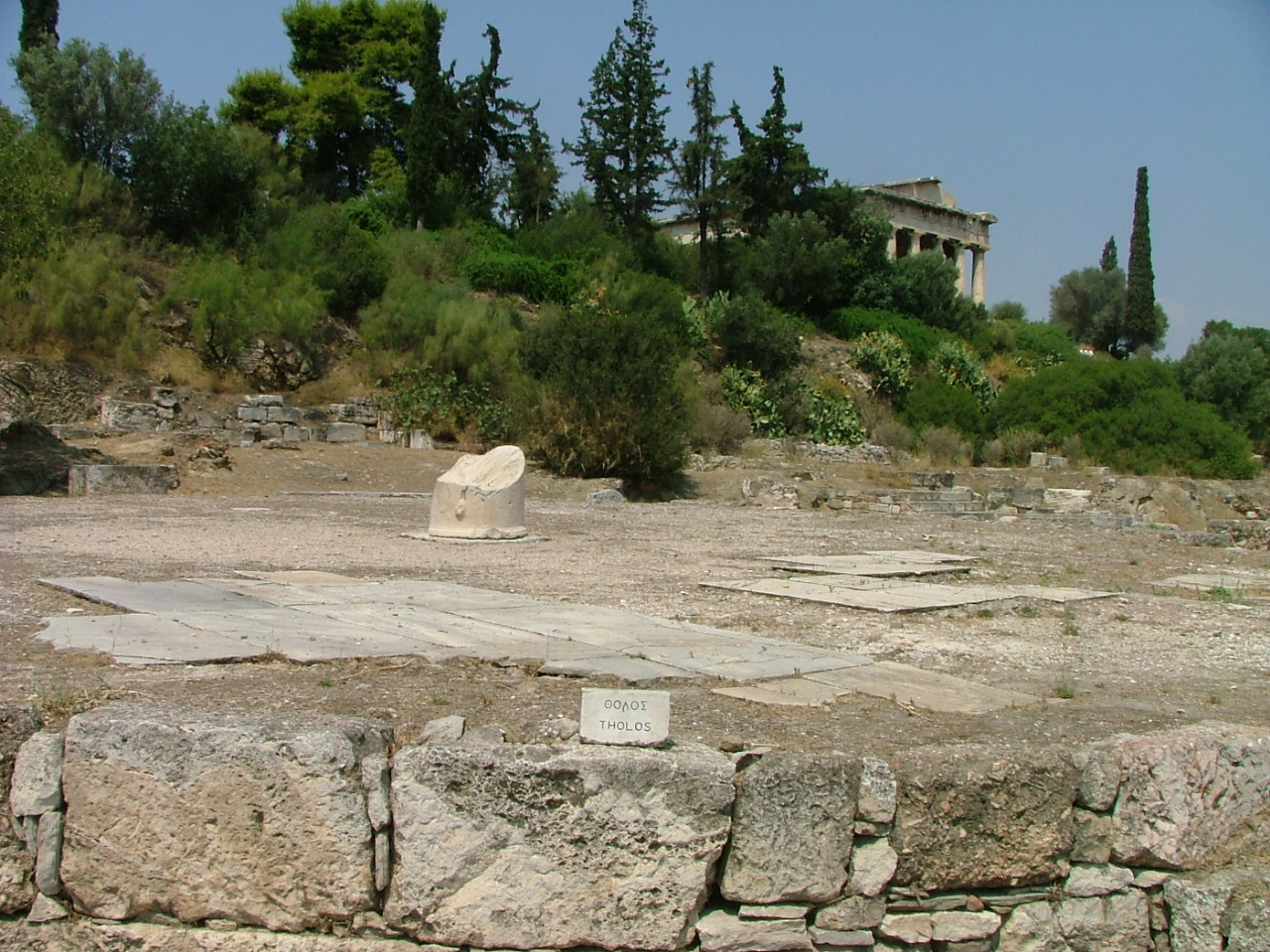
Vestigios del tholos de Atenas.

Este monumento fue edificado en el Ágora de Atenas en 465 a. C., después de la destrucción por Jerjes I en 480 a. C., durante las guerras médicas, de un monumento más antiguo que tenía la misma función.

### Tholos de Delfos
El Tholos de Delfos está incluido en el santuario de Atenea Pronaia. Esta construcción circular fue construida entre el 380 y el 360 a. C. Tiene 20 columnas dóricas dispuestas en un círculo de 14.76 metros de diámetro exterior, con 10 columnas corintias en su interior. El Tholos está localizado aproximadamente a 800 m del conjunto monumental de Delfos. Tres de las columnas dóricas fueron restauradas, mejorando la estética del monumento y convirtiéndolo en el más emblemático y fotografiado de Delfos.